# Elias Lönnrot
Elias Lönnrot (n. 9 aprilie 1802, Sammatti, Uusimaa Province⁠(d), Finlanda – d. 19 martie 1884, Sammatti, Marele Principat al Finlandei, Imperiul Rus) a fost un filolog, poet și cărturar finlandez, cunoscut în special pentru întocmirea unei vaste culegeri de  poeme folclorice intitulată "Kalevala".
Prin activitatea sa literară, a jucat un rol hotărâtor în renașterea literară a țării.

## Scrieri
- 1840/1845: Kanteletar, culegere lirică
- 1849: "Kalevala", cea mai valoroasă culegere a sa, devenită epopee națională a Finlandei
- 1842: Suomen kansan sananlaskuja ("Proverbele poporului finlandez"), culegere de proverbe
- 1850: Suomen kansan muinaisia loitsurunoja ("Vechi cântece magice ale poporului finlandez"), culegere de descântece.